# Agote (Buenos Aires)
Agote es una localidad de la Provincia de Buenos Aires, Argentina. Ubicada en el partido de Mercedes, a 9 km de la ciudad cabecera del distrito y a menos de 2 km de Gowland.
Surgió alrededor de la estación del Ferrocarril San Martín.

## Población
Su población se incluye en los últimos dos censos, dentro de la localidad de Gowland.
Cuenta con 1,738 habitantes (Indec, 2010), lo que representa un incremento del 35% frente a los 1,288 habitantes (Indec, 2001) del censo anterior.